# スプレッツァトゥーラ
スプレッツァトゥーラ（イタリア語: sprezzatura、[sprettsaˈtura]）とは、 バルダッサーレ・カスティリオーネの『宮廷人』という作品に登場するイタリア語で、その作品の中では、「技巧を隠して、自分がしていることをあたかも労せずに無意識にできたかのように見せる、ある種の無造作さ」であると定義されている。この能力は、宮廷人が難しいことをするときに、その労力を隠す才能を意味した。また、この言葉は、実際の欲望・感情・思考などを表情などに出さないこと、つまり「防御的な皮肉」を意味する言葉として使われることもある。